# Leie
Die Leie (franz. Lys, lat. Legia) ist ein Fluss, der in Frankreich und Belgien verläuft. Sie entspringt im Gemeindegebiet von Lisbourg (flämisch: Liegesboort), im französischen Département Pas-de-Calais, entwässert generell in nordöstlicher Richtung und mündet nach insgesamt rund 202 Kilometern im Stadtgebiet von Gent, in der belgischen Provinz Ostflandern, als linker Nebenfluss in die Schelde.

## Verlauf
Von der Gesamtlänge der Leie fließen etwa 109 Kilometer durch belgisches Gebiet, auf einer Länge von rund 24 Kilometern bildet der Fluss heute die Grenze zwischen Belgien und Frankreich. Während des Fränkischen Reiches verlief ihm entlang die Grenze zwischen Neustrien und Austrasien.
Der Verlauf kann in vier Abschnitte gegliedert werden:
- Oberlauf der Leie: Dort verläuft die Leie als relativ kleiner Fluss durch die Orte Lisbourg und Thérouanne und erreicht schließlich Aire-sur-la-Lys, wo sie auf den Großschifffahrtsweg Dünkirchen-Schelde trifft, der hier von den Kanälen Canal d’Aire und Canal de Neuffossé gebildet wird.
- Kanalisierte Leie in Frankreich: Sie quert den Großschifffahrtsweg und ist ab hier für die Schifffahrt ausgebaut. Sie verläuft durch das Département Nord, berührt die Orte Merville und Armentières (15 km nordwestlich von Lille) und erreicht bei Houplines die Grenze zu Belgien.
- Leie als Grenzfluss zwischen Frankreich und Belgien: Am linken Ufer ist nun belgisches Staatsgebiet, am rechten Ufer französisches. Bei Deûlémont mündet die kanalisierte Deûle von rechts ein. Größere Orte auf der französischen Seite sind Comines und Halluin, auf der belgischen Seite Comines-Warneton und Wervik.
- Leie in Belgien: Die Leie verläuft zunächst in der Provinz Westflandern über Kortrijk, wo es über den Bossuit-Kortrijk-Kanal eine schiffbare Querverbindung zur Schelde gibt, weiter nach Deinze. Von hier aus können Frachtschiffe über den Schipdonk-Kanal weiter zum Gent-Oostende-Kanal fahren. Die Leie selbst verläuft in markanten Mäandern bis in die Innenstadt von Gent, wo sie in die Schelde mündet.

## Wirtschaftliche Bedeutung
Das kalk- und eisenarme Wasser der Leie war lange Zeit für die Flachsbearbeitung von Bedeutung. Aus der Flachsbearbeitung entstand auch der Beiname des Flusses Goldener Fluss. 1943 wurde die Flachsindustrie im Leiegebiet wegen der Umweltbelastungen vollständig untersagt.
Heute hat die Leie wirtschaftliche Bedeutung als Wasserstraße für Frachtschiffe. Diese können über die Schelde bis nach Antwerpen (den größten belgischen Hafen) und zur Nordsee fahren.  

## Geschichte
Mehrere Schlachten des Ersten und Zweiten Weltkrieges wurden nach der Leie benannt: 
- Leieschlacht (1918), meist Vierte Flandernschlacht genannt
- Leieschlacht (1940) vom 23. bis zum 28. Mai 1940 im Zuge des Westfeldzuges

Das nach der französischen Revolution gebildete Département Lys war nach dem Fluss benannt.

## Sehenswürdigkeiten
Das Gebiet der Leie zwischen Deinze und Gent ist für seine schöne Natur bekannt und inspirierte viele Maler der Latemse Scholen.

## Weblinks

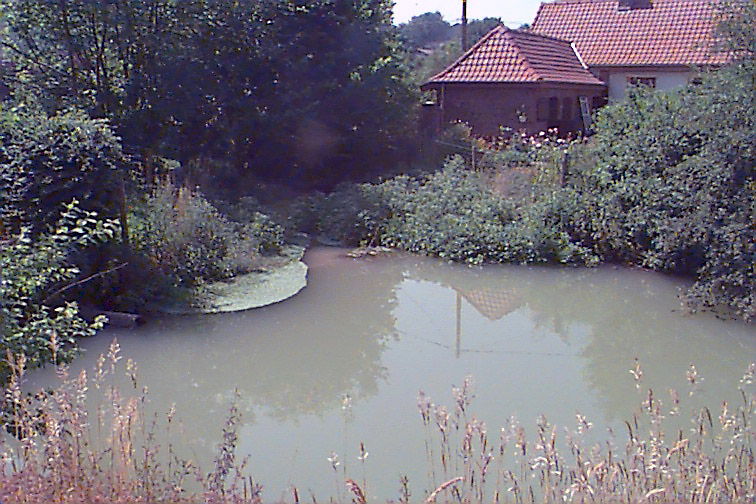
Oberlauf der Leie in Lisbourg
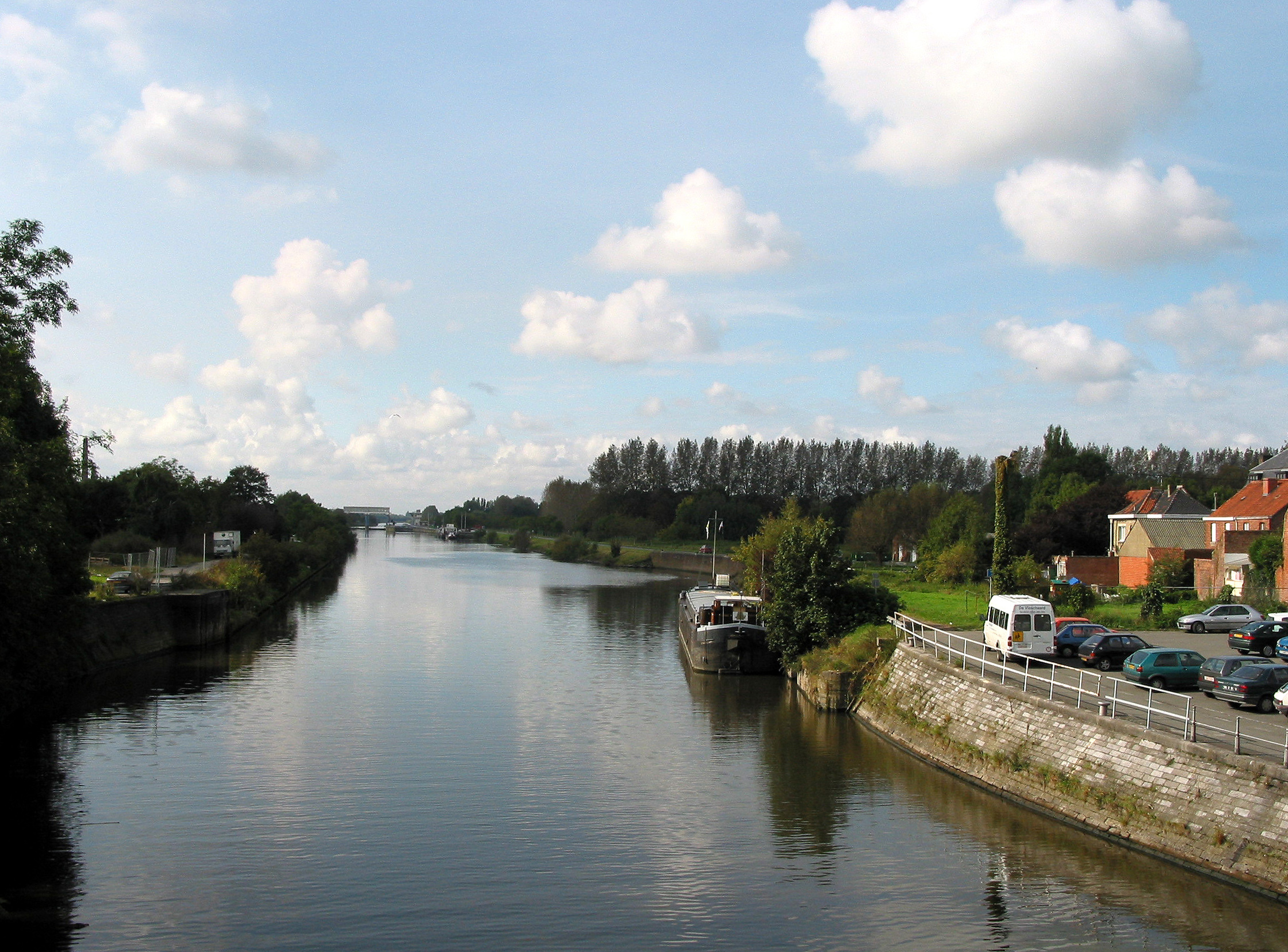
Leie als Grenzfluss bei Comines-Warneton
Die Leie in Deinze
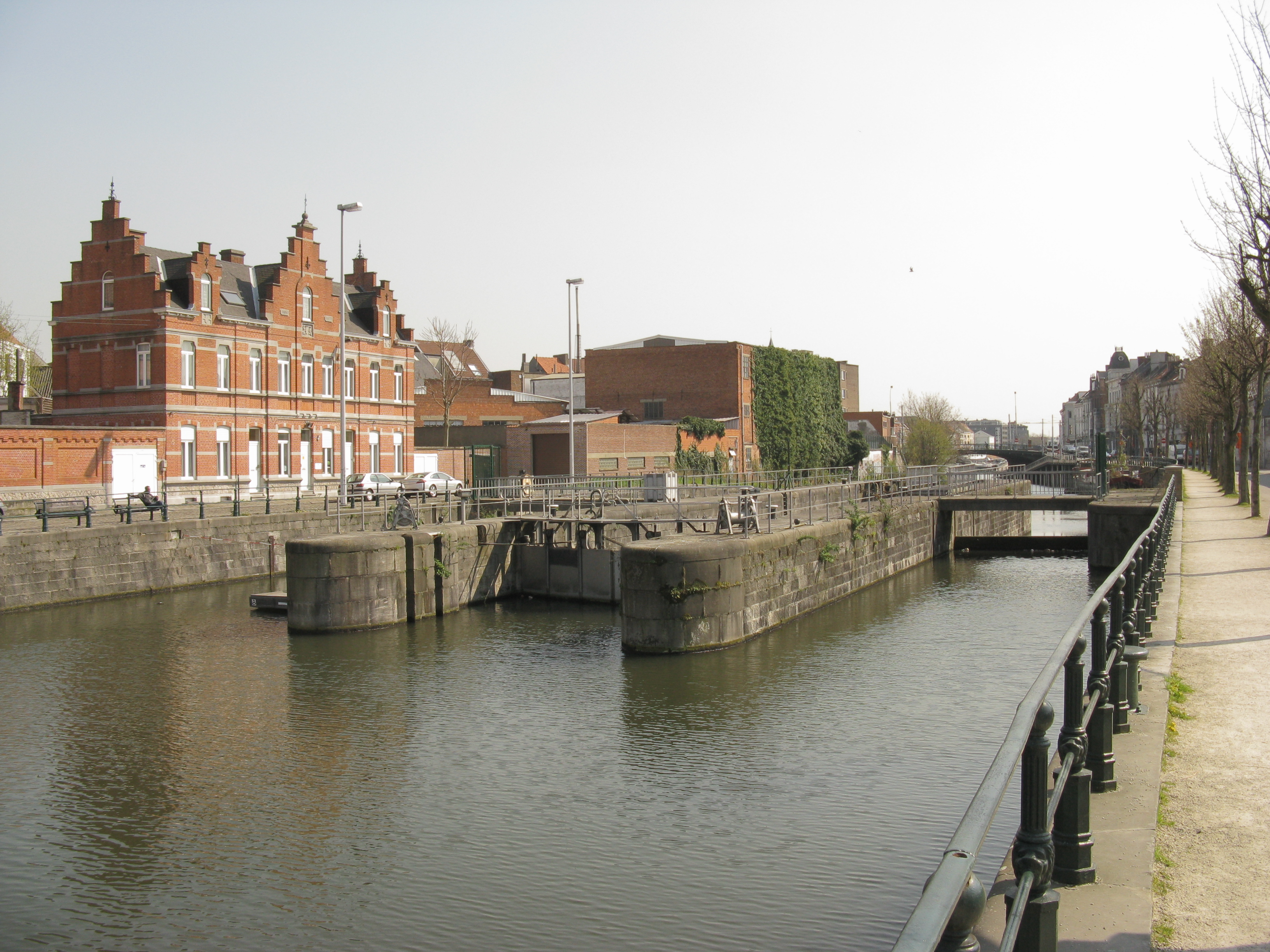
Die Leie in Gent knapp vor der Mündung